# Jussi Larnö
Unto-Juhani Jussi Larnö, född 30 januari 1943 i Kajana, är en finlandssvensk skådespelare, musiker och teaterregissör.
Larnö anslöt sig 1975 till Nationalteatern och deltog även i Tältprojektet 1977.

## Filmografi
- 1978 – Tältet
- 1982 – Målaren
- 1984 – Taxibilder (TV-serie)
- 1990 – Bulan
- 1990 – Kurt Olsson - filmen om mitt liv som mig själv
- 1991 – Svidande affärer
- 1995 – Tag ditt liv
- 2005 – Jag tänker på mig själv – och vänstern

## Teater

### Roller (ej komplett)
| År   | Roll                                   | Produktion                                                 | Regi              | Teater                           |
| ---- | -------------------------------------- | ---------------------------------------------------------- | ----------------- | -------------------------------- |
| 1997 | Anton Antonovitj Skvoznik, borgmästare | Revisorn (Ревизор, Revizor) Nikolaj Gogol                  | Dag Norgård       | Regionteatern Blekinge Kronoberg |
| 1999 |                                        | Till Damaskus August Strindberg                            | Katrine Wiedemann | Göteborgs stadsteater            |
| 2009 |                                        | En handelsresandes död (Death of a Salesman) Arthur Miller | Göran Stangertz   | Borås stadsteater                |
| 2012 |                                        | Skandal (Kranes konditori) Cora Sandel                     | Anna Sjövall      | Borås stadsteater                |

### Fotnoter
1. ↑  ”Jussi Larnö”. Svensk Filmdatabas. http://sfi.se/sv/svensk-filmdatabas/Item/?type=PERSON&itemid=69848&iv=OVERVIEW. Läst 3 augusti 2012.
2. ↑  ”Historik”. Nationalteatern. Arkiverad från originalet den 2 februari 2017. https://web.archive.org/web/20170202113131/http://www.nationalteatern.nu/historik.html. Läst 6 september 2016.
3. ↑  Pia Huss (9 oktober 1997). ”'Revisorn' doftar pilsner. Temat i Gogols pjäs är lika aktuellt i dag när Ryssland står inför en våg av droger och brottslighet”. Dagens Nyheter. https://www.dn.se/arkiv/teater/teater-revisorn-doftar-pilsner-temat-i-gogols-pjas-ar-lika-aktuellt-i-dag-nar-ryssland-star-infor/. Läst 4 mars 2022.
4. ↑  Mikael Löfgren (1 mars 1999). ”Strindbergs drömmar upp i rök. De båda drömspelen i Göteborg är snygga men tomma.”. Dagens Nyheter. https://www.dn.se/arkiv/kultur/teater-strindbergs-drommar-upp-i-rok-de-bada-dromspelen-i-goteborg-ar-snygga-men-tomma/. Läst 2 oktober 2021.
5. ↑  Liv Landell (8 november 2009). ”Lyckad handelsresande”. GT. https://www.expressen.se/gt/kultur/lyckad-handelsresande/. Läst 4 februari 2018.
6. ↑  ”Skandal”. Borås stadsteater. Arkiverad från originalet den 5 februari 2018. https://web.archive.org/web/20180205073224/http://borasstadsteater.se/skandal.html. Läst 4 februari 2018.